# Yessy Yosaputra
Yessy Venisia Yosaputra (Bandungue, 27 de agosto de 1994) é uma nadadora indonésia. Representou a Indonésia nos Jogos Olímpicos de Verão de 2016.

## Biografia

### Primeiros anos
Yessy Venisia Yosaputra nasceu em Bandungue, em 27 de agosto de 1994, localizada na ilha de Java.

### Carreira
Representou a Indonésia nos Jogos Asiáticos de Praia de 2010, realizados em Omã. Conquistou a medalha de prata na prova de nado livre com percurso de 10 quilômetros.
No ano seguinte participou do Campeonato Mundial de Esportes Aquáticos de 2011, realizado em Xangai, na China. Participou de duas provas de nado livre, a de 5 quilômetros Yessi alcançou a trigésima quinta posição e na de prova de 10 quilômetros alcançou o quinquagésimo lugar. No mesmo ano, participou do Jogos do Sudeste Asiático de 2011 (SEA Games) realizados em Jacarta e Palimbão. Conquistou três medalhas na competição, um ouro na prova de 200 metros costas e dois bronzes nas provas de 5 e 10 quilômetros de nado.
Em 2012, participou do Campeonato Mundial de Natação em Piscina Curta, realizado em Istambul, na Turquia. Competiu três provas, obtendo em sua melhor colocação na prova de 200 metros costas onde conquistou o trigésimo terceiro lugar.
No ano de 2013, representou a Indonésia nos Jogos Islâmicos da Solidariedade de 2013, sediado em Palimbão. Conquistou duas medalhas de prata, nas provas de 100 e 200 metros costas. Nos SEA Games de 2013, realizado em Nepiedó em Myanmar, conquistou a medalha de prata para a Indonésia na prova de 200 metros costas.
Após dois anos, em 2015, representou a Indonésia em duas competições internacionais. No SEA Games, sediado em Singapura, conquistou a medalha de prata na prova de 200 metros costas, sendo superada pela vietnamita Nguyễn Thị Ánh Viên. Já no Campeonato Mundial de Esportes Aquáticos de 2015, realizado em Cazã, na Rússia, alcançou o trigésimo nono lugar na prova de 200 metros costas.
No ano de 2016, participou da delegação indonésia para os Jogos Olímpicos de Verão de 2016, realizados no Rio de Janeiro, no Brasil. Disputou a prova de 200 metros costas, realizada no Estádio Aquático Olímpico, na Barra da Tijuca. Na competição ficou com o vigésimo oitavo lugar, última posição da categoria, não avançando para as outras provas.
Em sua quarta participação em SEA Games, na edição de 2017, sediada em Kuala Lumpur na Malásia, Yessy ganhou a medalha de prata na prova de 200 metros costas.